# Terzo viaggio di Juan Díaz de Solís
Il terzo viaggio di Juan Díaz de Solís è la prima spedizione documentata con certezza riguardo alla scoperta del Río de la Plata.
Fu condotta sotto il comando del piloto mayor Juan Díaz de Solís, tra il 1515 e il 1516, per ordine del re Ferdinando II d'Aragona, con l'intenzione di raggiungere le Isole Molucche attraverso un passaggio tra l'Atlantico e il Pacifico.
La missione fu negativamente segnata dalla morte di Juan Díaz de Solís presso Río de la Plata, mentre si preparava al rientro in Spagna. Juan Díaz de Solís prese formalmente possesso a nome dell'impero spagnolo dei territori al sud del Brasile portoghese come stabilito dal Trattato di Tordesillas.

## Antefatti
Un resoconto della spedizione di Solís fu fatto dal cronista anziano delle Indie, Antonio de Herrera y Tordesillas, incaricato dal re Felipe II nel 1596 di indagare sugli archivi. Herrera pubblicò nel 1601 la Storia generale delle Indie Occidentali, compresi gli eventi accaduti fino al 1531, tra cui la spedizione di Solís.
Nel 1509 Díaz de Solís e Vicente Yáñez Pinzón tornarono in Spagna dopo aver fatto un viaggio di scoperta insieme in America, ma una seria disputa tra loro si concluse con Solís in prigione. Tuttavia, i magistrati ritennero che avesse ragione e lo rilasciarono poco dopo aver ricevuto 34.000 maravedis come ricompensa. Herrera scrisse che quel viaggio, iniziato con due caravelle a Siviglia nel 1508, si spostò dalle isole di Capo Verde a Capo San Agustín e costeggiando le coste del Brasile avrebbero raggiunto quasi 40° di latitudine sud. Sulla base di che scrivendo di Herrera, alcuni autori ritenevano che la spedizione dovesse aver scoperto il Río de la Plata, ma lo scalo a Hispaniola, gli oggetti d'oro delle Antille con i quali tornarono e vari documenti dell'epoca, dimostrano che hanno rispettato la capitolazione fatta con il re dirigendosi verso il Mar dei Caraibi, raggiungendo le coste dello Yucatan.
Díaz de Solís conquistò il favore del re Ferdinando, che, per la sua abilità e competenza come marinaio, lo considerò il primo candidato come piloto mayor di Castiglia, alla morte di Amerigo Vespucci (22 febbraio 1512). Il 25 marzo 1512, Solís divenne il successore di Vespucci e ammiraglio della flotta spagnola d'esplorazione.
Il 27 marzo 1512 Solís stipulò un capitolato con il re Ferdinando per viaggiare con due navi per effettuare la demarcazione della linea del Trattato di Tordesillas, ma il re sospese il viaggio il 30 settembre 1512 a causa delle proteste portoghesi guidate dall'ambasciatore Juan Mendez de Vasconcelos. Nonostante i documenti reali siano conclusivi riguardo alla sospensione del viaggio, il cronista generale delle Indie Gonzalo Fernández de Oviedo affermò nel 1541 nel suo Natural é General Historia de las Indias che il viaggio fu compiuto:
Questo testo è stato raccolto da Francisco López de Gómara nella sua Storia generale delle Indie del 1552, aggiungendo che costeggiò la terra fino a quasi 40 ° di latitudine sud, il che diede origine alla credenza della presunta scoperta del Río de la Plata nel 1512, copiato da Félix de Azara e Ruy Díaz de Guzmán.

## Capitolazioni
Dopo che Vasco Núñez de Balboa scoprì l'Oceano Pacifico (il "Mare del Sud") nel 1513, si pensò di raggiungere quell'oceano attraverso un passaggio che doveva esistere a sud delle terre conosciute del Brasile e della Castilla de Oro (l'odierna Colombia), così che il 14 novembre 1514, a Mansilla, Díaz de Solís stipulò una nuova capitolazione con il re Fernando in modo che:
(Capitolazione di Solís del 1514)
Il re gli ordinò:
Il re nominò Francisco de Coto, per occupare temporaneamente la posizione di pilota anziano, in assenza di suo cognato, Juan Díaz de Solís, e nominò un altro cognato di questo, Francisco de Torres, come secondo pilota della spedizione.

## Il viaggio

### Preparativi
La spedizione doveva scoprire un passaggio per raggiungere le Molucche (isole delle Spezie) ed era dotata di tre piccole caravelle e sessanta marinai. Il monopolio del commercio con l'Oriente era nelle mani della Corona portoghese, che temeva di perderlo a favore degli spagnoli e per questo svolse un enorme lavoro di spionaggio in tutti i porti che il suo rivale poteva utilizzare per inviare spedizioni. Le navi furono segretamente arruolate a Lepe, una di 60 barili (Santa María de la Merced) e le altre due di 30, il re contribuì con 4000 ducati d'oro come contributo alla spedizione. In prestito, il re contribuì anche con 4 grandi longobardi (cannoni) e 60 corazze (corazze). Sono state spedite le provviste per due anni e mezzo di viaggio.
Díaz de Solís ricevette dal re un anticipo di un anno e mezzo di stipendio (lo stesso di Torres, Marquina e Alarcón) e gli fu promesso un terzo dei benefici che si sarebbero ottenuti dalla spedizione, insieme agli armatori. Un altro terzo era riservato al re e il resto da distribuire tra i marinai.
Scoperta la vicinanza della partenza di Díaz de Solís, i portoghesi tentarono di sabotare le tre navi, che fallirono e le navi si spostarono da Lepe a Siviglia il 12 giugno, ma la Santa María de la Merced si capovolse a causa dell'eccesso di carico e ci furono perdite e ritardi, dovendo comprare un'altra caravella. Dopo essersi trasferita da Siviglia, la partenza della spedizione fu effettuata dall'ancoraggio di Bonanza nel porto di Sanlúcar de Barrameda l'8 ottobre 1515,8
Juan Díaz intraprese il suo ultimo viaggio alla ricerca del passaggio transoceanico e, se lo trovò, progettò di attraversare l'Oceano Pacifico per raggiungere l'Estremo Oriente. Nella spedizione viaggiarono Juan de Ledezma, Pedro de Alarcón (come contabile e impiegato della marina) e Francisco de Marqina (come fattore), questi ultimi due nominati dal re, i piloti Juan de Lisboa e Rodrigo Álvares, il comandante Diego García de Moger e il guardiamarina Melcor Ramírez.

### Costa del Brasile
Dopo aver fatto una sosta per il rifornimento a Santa Cruz de Tenerife, nelle Isole Canarie, si sono diretti verso la costa del Brasile, che hanno raggiunto quando hanno visto Capo San Roque, a sud di Capo San Agustín, dove li portavano le correnti marine. Hanno poi continuato a seguire la costa brasiliana a sud, passando per Capo Frio, Baia di Guanabara ("Rio de Genero", o "Rio de Janeiro"), dove hanno ottenuto rifornimenti dagli indigeni. Quindi passarono attraverso il "Capo di Natale", e raggiunsero il "fiume dei Santi Innocenti" il 28 dicembre (oggi Santos). Díaz de Solís navigò lentamente verso sud in vista della terraferma, passando "Cape Cananea" (Cananéia, 6 gennaio) e poi raggiunsero un'isola che Díaz de Solís chiamò "de la Plata" (forse la "Isla San Francisco" o la isola di Santa Catalina e una baia situata a 27° sud che si chiamava "Los Perdidos".

### Arrivo a Rio de la Plata
Continuò ad esplorare le coste del Rio Grande e dell'Uruguay, superando il "Capo di Corrientes" (forse quello di Santa Marta Grande) e l'"Isola di San Sebastián de Cádiz" il 20 gennaio (vicino a Capo Polonio), raggiungendo l'isola di Lobos e Punta del Este il 2 febbraio. Lì prese possesso della terra in nome del re di Spagna, erigendo una croce al suono delle trombe davanti all'impiegato Alarcón, chiamando il luogo "Puerto de Nuestra Señora de la Candelaria" (forse nell'attuale Maldonado). Nella capitolazione si indicava che l'inaugurazione fosse fatta "dove c'è una collina designata o un grande albero".
(La relazione di Antonio de Herrera y Tordesillas)
Così entrarono nel Río de la Plata, un'enorme estensione di acqua dolce, risultato dell'unione dei fiumi Paraná e Uruguay. Quando lo confuse con un braccio di mare privo di salinità, Díaz de Solís lo battezzò “mar Dulce”, e riuscì a penetrarlo grazie al pescaggio basso delle sue tre caravelle.
(La relazione di Antonio de Herrera y Tordesillas)
Díaz de Solís esplorò il fiume con una piccola caravella alla ricerca del passaggio per il Mare del Sud, passando davanti al «Río de los Patos» (forse il fiume Santa Lucía) e fece tappa sull'isola Martín García, che chiamò perché lì dovette seppellire l'omonimo maggiordomo, morto a bordo della caravella, facendo di Díaz de Solís il primo europeo a mettere piede in quella che oggi è la Repubblica Argentina.

### Morte di Solis
Vedendo gli indigeni sulla costa orientale, Díaz de Solís cercò di sbarcare su una barca con sette membri dell'equipaggio (tra cui Alarcón e Marquina, quattro marinai e il mozzo Francisco del Puerto), in un luogo tra Carmelo e Punta Gorda, o su qualche isola situata al largo di quella costa. Solís ei suoi compagni furono assaliti di sorpresa da un gruppo di indigeni che li uccisero e li smembrarono davanti agli occhi del resto dei marinai, che osservavano impotenti dalla nave, ancorata a due passi dalla costa. I cadaveri venivano arrostiti e mangiati dagli indigeni, identificati come Charruas, sebbene non fossero cannibali, ma i loro vicini Guarani (i Chandules) che vivevano sulle isole situate sulla vicina costa opposta.
Racconto di Herrera della morte di Solís - si noti la lunga S usata nella calligrafia dell'epoca, rappresentata con il simbolo «ſ» —.
Il mozzo Francisco del Puerto non viene ucciso, ma i suoi compagni, confusi per aver perso il loro capo, non cercano di soccorrerlo e tornano insieme alle altre due navi. Prendendo il comando di Francisco de Torres (cognato di Diaz de Solís), tornarono subito al mare, rifocillandosi con la carne di 66 leoni marini dell'isola di Lobos. Salavano la carne e portavano le pelli che poi vendevano a Siviglia. Francisco del Puerto rimase a Martín García fino all'arrivo della spedizione di Sebastián Caboto, quando fu prelevato.

### Il ritorno
Passando davanti all'isola di Santa Catalina, una delle caravelle naufragò nella laguna di Patos, lasciando sulla costa 18 marinai, tra cui Melchor Ramírez ed Enrique Montes. Questi naufraghi si separarono, sette viaggiarono verso nord alla ricerca dei portoghesi, che li trovarono e li mandarono a Lisbona. Altri sei rimasero a Los Patos, e il portoghese Alejo García si avventurò con alcuni dei suoi compagni e centinaia di indigeni alla ricerca della Sierra de la Plata in direzione dell'Alto Perù, morendo assassinato al suo ritorno.
Le due navi rimanenti arrivarono a Capo San Agustín, dove raccolsero Brazilwood e tornarono in Spagna, arrivando a Siviglia il 4 settembre 1516. Da allora l'estuario del Río de la Plata è stato conosciuto in Spagna come Río de Solís.